# جاك هيوز
جاك هيوز (بالإنجليزية: Jack Hughes)‏ (1 يناير 1866 ببرمنغهام في المملكة المتحدة - ) هو لاعب كرة قدم بريطاني (وحمل سابقاً جنسية المملكة المتحدة لبريطانيا العظمى وأيرلندا) في مركز الدفاع. لعب مع برمنغهام سيتي.

## وصلات خارجية
- جاك هيوز على موقع قاعدة بيانات كرة القدم.إي يو (الإنجليزية)